# Maria Cotescu
Maria Cotescu (uneori menționată ca Maria Cottescu sau Marica Cottescu) (n. 1896, România – d. 1980) a fost una dintre primele arhitecte din România, prolifică în perioada interbelică. Este cunoscută pentru proiectarea clădirilor Căilor Ferate Române.

## Biografie
Maria Cotescu s-a născut în 1896, ca fiică a Marei (născută Tufelcică) și a lui Dumitru Cotescu, general în Armata română în timpul Primului Război Mondial. A absolvit Liceul de Arhitectură din București în 1922 și în 1924 a fost una din cele șase femei, care au fost primite ca membre în cadrul Societății Arhitecților Români, celelalte fiind Irineu Maria Friedman, Virginia Andreescu Haret, Maria Hogas, Makeda Ioanovici și Ada Zăgănescu. Unele surse indică faptul că a studiat și la Școala Superioară de Arhitectură din București, după ce Henrieta Delavrancea a absolvit-o în perioada 1926-1927.

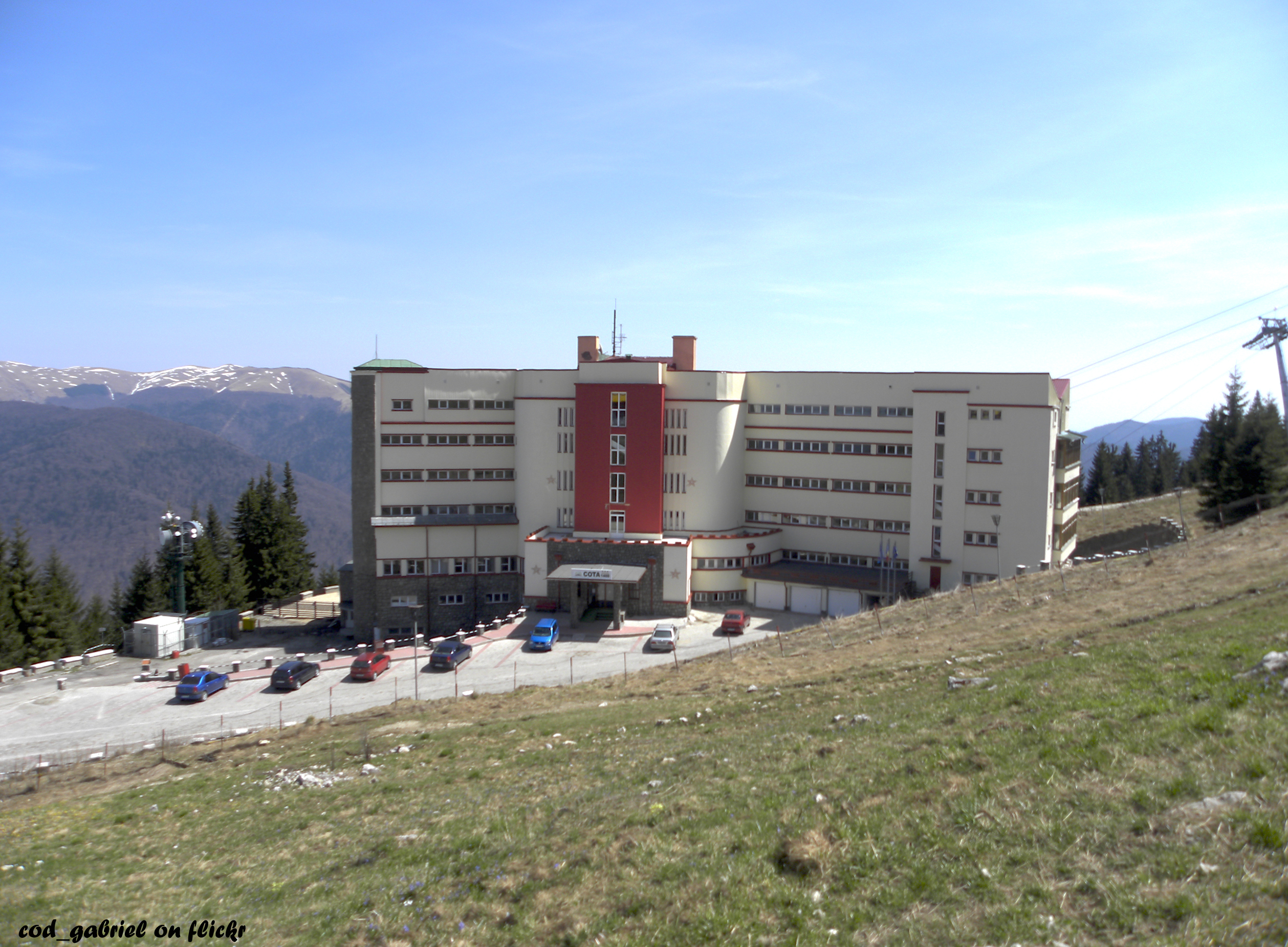
Hotel Cota 1400, Sinaia

A fost prolifică în perioada interbelică, proiectând, printre altele Hotel Cota 1400 din Sinaia, la care a colaborat între 1931 și 1933 cu Ilie Teodorescu dar și clădiri industriale pentru Căile Ferate Române în 1933. Proiectul CFR a durat mai mulți ani și a cuprins atelierele Grivița, clădiri de birouri ale CFR, centrala electrică și clădirea conducerii. Atelierele Grivița s-au numărat printre primele clădiri care au folosit cărămidă roșie, concepute într-un stil modern, devenind un model pentru lucrările arhitecților ce i-au urmat. A colaborat cu Alexandru Tănăsescu la clădirile care au fost construite între 1933 și 1940.
Pe lângă lucrările de proiectare și construcție, Cotescu a publicat articole despre teoria arhitecturii, care a apărut în reviste precum Revista Tehnica, Buletinul Societății Politehnice, Arhitectura și Revista Simetria.
Cotescu a murit în România, în 1980.

## Lucrări
- 1931-1933, în colaborare cu Ilie Teodorescu, Hotel Cota 1400 din Sinaia.[5]
- 1933-1940 în colaborare cu Alexandru Tănăsescu, Complexul feroviar CFR, București[6]
- 1950 cămin studențesc în Câmpulung Moldovenesc[8]